# Fiodor Raskolnikov
Pour les articles homonymes, voir Raskolnikov.
Fiodor Fiodorovitch Raskolnikov (en russe : Фёдор Фёдорович Раскольников), de son vrai nom Fiodor Fiodorovitch Iline (en russe : Фёдор Фёдорович Ильин), né le 28 janvier 1895 (9 février dans le calendrier grégorien) à Saint-Pétersbourg et mort le 12 septembre 1939 à Nice, en France, est un homme politique russe qui a joué un rôle important à l'époque de Lénine et de Staline et a également laissé d'importants mémoires sur cette époque.
Il est le père de Mouza Raskolnikova (1940-1986), historienne spécialiste de l'Antiquité.

## Biographie
Fiodor Raskolnikov fit une grande partie de sa carrière dans la marine, et fut successivement vice-commissaire du peuple à la marine en 1918, commandant de la flotte de la Volga-Caspienne en 1920 puis de la Baltique puis premier ambassadeur en Afghanistan en 1921-1923.
En 1927-1929, il est le rédacteur en chef du mensuel Krasnaïa nov. Il dirigea ensuite plusieurs groupes dans l'édition et la culture, et s'opposa à Maxime Gorki, qui dirigeait une puissante maison d'édition à Petrograd, s'occupait de propagande à travers des revues éditées sous l'égide du pouvoir soviétique. Il reprit ses fonctions d'ambassadeur en Estonie à partir de 1930 puis au Danemark et en Bulgarie.
Rappelé à Moscou lors des Grandes Purges de 1938, il refusa de rentrer en Union soviétique en apprenant son limogeage et choisit de s'exiler en France. Ayant vivement attaqué Staline dans ses écrits, il fut pourchassé et trouva la mort l'année suivante à l'hôpital de Nice et, bien qu'on ait plusieurs versions de sa fin, il est probable qu'il fut défenestré à l'initiative des services spéciaux soviétiques.